# Louise Ravn-Hansen
Louise Christiane Ravn-Hansen (født 19. juli 1849 i København, død ca. 17. januar 1909 i floden Havel ved Schwanenwerder nær Berlin) var en dansk landskabsmaler. 

## Uddannelse
Louise Ravn-Hansen mistede som otteårig sine forældre, bud og fyrbøder Christian Henrik Ravn (1804-1858) og Louise Marie født Wunderlich (ca. 1811-1849), og blev adopteret af sin onkel, klædehandler Niels Frederik Hansen og dennes hustru, Sabine født Wunderlich. Ravn-Hansen fik som ung pige undervisning i blomstermaling hos Emma Mulvad, der havde udstillet på Charlottenborg Forårsudstilling fra hun var 20 år gammel. Hun blev 1872-76 elev af Vilhelm Kyhn på hans tegneskole, hvor hun studerede sammen med Johanne Krebs, Marie Luplau og Emilie Mundt, og de to sidstnævnte blev hendes veninder. Ravn-Hansen tegnede om sommeren efter afstøbninger af antikke statuer og relieffer i Den Kongelige Afstøbningssamling på Charlottenborg, samtidig malede hun efter naturen omkring hovedstaden, bl.a. i Søllerød. I ca. et halvt år var hun desuden elev af maleren Jørgen Roed.

## Landskabsmaler
Hun fandt sit speciale i landskabsmaleriet og udstillede første gang 1877 på Decemberudstillingen på Charlottenborg og var siden repræsenteret på de årlige forårsudstillinger (1878-84, 1886-93, 1895-1904, 1906 og 1909), hvor hun bl.a. viste maleriet Landskab ved Gyrstinge (1882), og hvor hendes arbejder vandt stor anerkendelse. I 1882 var hun repræsenteret på Kunstnerforeningen af 18. Novembers udstilling, i 1883 og 1888 på den Nordiske Kunstudstilling, og 1895 var hun med på Kvindernes Udstilling, ligesom hun var repræsenteret på flere udstillinger i Danmark og i udlandet (Glaspalast, München 1899; Raadhusudstillingen i København 1901 samt Kunstnernes Efterårsudstilling 1905 og 1907).
Med stort held lagde hun sig også fra 1878 efter raderkunsten på Kyhns opfordring, og adskillige af hendes blade har Den Danske Radeerforening og Foreningen Fremtiden udgivet. Der kendes ca. 75 raderinger fra hendes hånd af høj teknisk standard og med et blødt, lyrisk udtryk. Som sin lærer Kyhn tog hun især sine motiver fra egnen omkring Ry og Himmelbjerget, fx Parti fra Rye, Himmelbjerget i Baggrunden (1880), men raderede også partier fra Nordsjælland, Vejle og Mols.
I 1890 modtog hun et legat fra Den Raben-Levetzauske Fond, som finansierede en studierejse til Tyskland og Italien med henblik på at opleve de landes store malerisamlinger. Senere fik hun rejst meget, bl.a. til Holland, Belgien, Schweiz og Østrig, men især til Berlin i forbindelse med trykning af raderinger, da hun efterspurgte en højere kvalitet, end hvad der kunne udføres i Danmark.

| - Værker af Louise Ravn-Hansen - Portræt af en ung herre, 1880 - Sommerlandskab med åløb og siv, 1890 - Høstakke, 1895 - Eftermiddagsstemning ved en dansk kyst, 1899 - Ved Vingsted Mølle, Vejledalen, 1899 - Landskab med høns på en gårdsplads ved et stråtækt hus, 1903 - Høstlandskab med bondepiger og knægte, 1905 - Sommerlandskab, 1908 - Landskab med mose, uklar datering - En kammerstage med stearinlys på et bord, udateret - Sommerdag, Vosnæs ved Århusbugten, uklar datering - Landsbyscene fra Tyrol, uklar datering - Den danske kyst om sommeren, uklar datering |

## Kvinderetsforkæmper
Sammen med 22 andre kvindelige kunstnere, heriblandt Mundt, Luplau, Krebs og Anne Marie Carl Nielsen, underskrev hun i 1888 et andragende til Rigsdagen, hvori de ønskede at få adgang for kvinder på Kunstakademiet. Det medførte allerede samme år oprettelsen af Kunstakademiets Kunstskole for Kvinder. Ravn-Hansen var også blandt de kvindelige kunstnere, der henvendte sig til Akademiraadet og fik gennemført, at Viggo Johansen blev ansat som lærer i malerkunst, August Saabye som lærer i billedhuggerkunst, mens Krebs blev skolens inspektrice. Selvom hun således støttede kvindesagen, forblev hun efter eget ønske en figur i baggrunden af begivenhederne, og hun søgte ikke at få tillidsposter i kvindebevægelsen.

## Død
Ravn-Hansen led druknedøden i Havel-floden ved Schwanenwerder nær Berlin under ikke klarlagte omstændigheder, men formentlig er hun kommet ud for en ulykke på vej til trykkeriet. Efter hendes død stiftedes Louise Ravn-Hansens Legat, der blev administreret af Kunstakademiet og uddelt til kvindelige landskabsmalere. Det tildeltes i 1916 hendes nære veninde og rejseledsagerske, maleren Emma Meyer, på livstid.
Hun er begravet på Assistens Kirkegård, hvor relieffet er udført af Rasmus Bøgebjerg. Tegning af H.E. Melchior. Emilie Mundt har malet Ravn-Hansen på gruppebilledet Efter Hjemkomsten (1892-93) og på et portræt fra 1903. Der findes fotografier af bl.a. Mary Steen (Det Kongelige Bibliotek).
Senere er hendes værker blevet vist på Kvindelige Kunstneres retrospektive Udstilling i 1920; Det danske Kunststævne i Forum 1929; Søllerødbilleder på Søllerød Rådhus 1974 og Søllerød i det lokalhistoriske maleri på Gammel Holtegaard 1982.